# Aurelin
Aurelin – wieś w Polsce położona w województwie lubelskim, w powiecie hrubieszowskim, w gminie Uchanie.
| SIMC    | Nazwa   | Rodzaj    |
| ------- | ------- | --------- |
| 0903825 | Galicja | część wsi |
| 0903831 | Kwatery | część wsi |

W latach 1975–1998 miejscowość administracyjnie należała do województwa zamojskiego. 
Wieś jest sołectwem w gminie Uchanie. Według Narodowego Spisu Powszechnego (III 2011 r.) liczyła 121 mieszkańców i była piętnastą co do wielkości miejscowością gminy Uchanie.
Wierni Kościoła rzymskokatolickiego należą do parafii Wniebowzięcia Najświętszej Maryi Panny w Uchaniach.